# Любомирский, Станислав Ираклий
Станислав Ираклий Любомирский (пол. Stanisław Herakliusz Lubomirski, 1642 — 17 января 1702) — крупный польский магнат, подстолий великий коронный (1669), маршалок надворный коронный (1673—1676), великий маршалок коронный (1676—1702), староста спишский (до 1700 года). Князь Священной Римской империи.

## Биография
Представитель крупного и богатого польского шляхтеского рода Любомирских герба Дружина. Старший сын польного гетмана коронного и великого маршалка коронного Ежи Себастьяна Любомирского (1616—1677) от первого брака с Констанцией Лигежанкой (1618—1648). Имел младших братьев Иеронима Августина, Александра Михаила, Франциска Себастьяна и Ежи Доминика Любомирских. Основатель ланьцутской линии рода Любомирских.
Владелец резиденций в Пулавах, Чернякове (где основал монастырь и костёл бернардинцев) и в Уяздове (в настоящее время часть Варшавыa). С 1688 года избрал своей родовой резиденцией Ланьцутский замок.
Написал ряд исторических, философских и богословских трудов на польском и латинском языках, напечатанных большею частью уже после его смерти.
В 1669 году ему была пожалована должность подстолия великого коронного. В 1673 году Станислав Ираклий Любомирский, владевший областью Спиш в Словакии, отказался от претензий на венгерскую корону.
В сентябре-ноябре 1670 года князь Станислав Ираклий Любомирский был маршалком ординарного сейма.
Был сторонником польского короля Михаила Корибута Вишневецкого, затем входил в магнатскую оппозицию, выступавшую против политики его преемника Яна III Собеского.
В 1673 году Станислав Ираклий Любомирский получил должность маршалка надворного коронного, а с 1676 по 1702 год занимал должность маршалка великого коронного.
В 1700 году передал Спишское староство в Словакии во владение своему старшему сыну Яну Теодору Любомирскому.
Был похоронен в основанном им же самим черняковском костёле имени Святого Антония Падуанского в Варшаве.

## Семья и дети
Станислав Ираклий Любомирский был дважды женат. В 1669 году первым браком женился на Софье Опалинской (1642—1675), дочери маршалка надворного коронного Лукаша Опалинского (1612—1662) и Изабеллы Тенчинской. Дети:
- Княгиня Эльжбета Любомирская (1669—1729), жена с 1687 года великого гетмана коронного и каштеляна краковского Адама Николая Сенявского (1666—1726)
- Князь Юзеф Любомирский (1673—1732), воевода черниговский

В 1676 году вторично женился на Эльжбете Денгоф (1656—1702), дочери подкомория великого коронного Теодора Денгофа (ум. 1684) и Екатерины Франциски фон Бессэн. Дети:
- Князь Ян Теодор Констанций Любомирский (1683—1745), каштелян краковский
- Князь Франтишек Любомирский (ум. 1721), генерал коронных войск